# Pichichi-Trophäe
Die Pichichi-Trophäe (spanisch Trofeo Pichichi), auch nur Pichichi genannt, ist die Trophäe, die dem Torschützenkönig der Primera División verliehen wird. Die Herkunft der Spieler hat keine Relevanz – im Gegensatz zur Zarra-Trophäe, welche nur an spanische Spieler vergeben wird. Sie ist nach Pichichi (1892–1922) benannt, einem berühmten Torjäger von Athletic Bilbao. Verliehen wird die Trophäe jährlich von der Sportzeitung Marca. Die Ehrung wurde zur Saison 1952/53 eingeführt, erster Geehrter war Zarra. Lionel Messi ist mit acht Titeln der meist geehrte Spieler. Alle für die Zeit zuvor hier aufgeführten Spieler waren zwar Torschützenkönige der jeweiligen Saison, erhielten jedoch noch nicht die entsprechende Trophäe zum Saisonabschluss. Seit der Saison 2016/17 wird auch der Torschützenkönigin der Primera División der Frauen eine Pichichi-Trophäe von der Sportzeitung Marca verliehen.
Die entsprechende Auszeichnung für Torhüter nennt sich Zamora-Trophäe.

## Liste der Torschützenkönige
| Saison    | Spieler             | Klub                | Tore |
| --------- | ------------------- | ------------------- | ---- |
| 1929      | Paco Bienzobas      | Real Sociedad       | 14   |
| 1929/30   | Guillermo Gorostiza | Athletic Bilbao     | 19   |
| 1930/31   | Bata                | Athletic Bilbao     | 27   |
| 1931/32   | Guillermo Gorostiza | Athletic Bilbao     | 12   |
| 1932/33   | Manuel Olivares     | Real Madrid         | 16   |
| 1933/34   | Isidro Lángara      | Real Oviedo         | 27   |
| 1934/35   | Isidro Lángara      | Real Oviedo         | 26   |
| 1935/36   | Isidro Lángara      | Real Oviedo         | 27   |
| 1939/40   | Víctor Unamuno      | Athletic Bilbao     | 20   |
| 1940/41   | Pruden              | Atlético Aviación   | 30   |
| 1941/42   | Mundo               | FC Valencia         | 27   |
| 1942/43   | Mariano Martín      | FC Barcelona        | 32   |
| 1943/44   | Mundo               | FC Valencia         | 27   |
| 1944/45   | Zarra               | Athletic Bilbao     | 19   |
| 1945/46   | Zarra               | Athletic Bilbao     | 24   |
| 1946/47   | Zarra               | Athletic Bilbao     | 34   |
| 1947/48   | Pahiño              | Celta Vigo          | 23   |
| 1948/49   | César Rodríguez     | FC Barcelona        | 28   |
| 1949/50   | Zarra               | Athletic Bilbao     | 25   |
| 1950/51   | Zarra               | Athletic Bilbao     | 38   |
| 1951/52   | Pahiño              | Real Madrid         | 28   |
| 1952/53   | Zarra               | Athletic Bilbao     | 24   |
| 1953/54   | Alfredo Di Stéfano  | Real Madrid         | 27   |
| 1954/55   | Juan Arza           | FC Sevilla          | 28   |
| 1955/56   | Alfredo Di Stéfano  | Real Madrid         | 24   |
| 1956/57   | Alfredo Di Stéfano  | Real Madrid         | 31   |
| 1957/58   | Manuel Badenes      | Real Valladolid     | 19   |
| 1957/58   | Alfredo Di Stéfano  | Real Madrid         | 19   |
| 1957/58   | Ricardo Alós        | FC Valencia         | 19   |
| 1958/59   | Alfredo Di Stéfano  | Real Madrid         | 23   |
| 1959/60   | Ferenc Puskás       | Real Madrid         | 26   |
| 1960/61   | Ferenc Puskás       | Real Madrid         | 27   |
| 1961/62   | Juan Seminario      | Real Saragossa      | 25   |
| 1962/63   | Ferenc Puskás       | Real Madrid         | 26   |
| 1963/64   | Ferenc Puskás       | Real Madrid         | 20   |
| 1964/65   | Cayetano Ré         | FC Barcelona        | 25   |
| 1965/66   | Vavá                | FC Elche            | 19   |
| 1966/67   | Waldo               | FC Valencia         | 24   |
| 1967/68   | Fidel Uriarte       | Athletic Bilbao     | 22   |
| 1968/69   | Amancio Amaro       | Real Madrid         | 14   |
| 1968/69   | José Eulogio Gárate | Atlético Madrid     | 14   |
| 1969/70   | Amancio Amaro       | Real Madrid         | 16   |
| 1969/70   | Luis Aragonés       | Atlético Madrid     | 16   |
| 1969/70   | José Eulogio Gárate | Atlético Madrid     | 16   |
| 1970/71   | José Eulogio Gárate | Atlético Madrid     | 17   |
| 1970/71   | Carles Rexach       | FC Barcelona        | 17   |
| 1971/72   | Enrique Porta       | FC Granada          | 20   |
| 1972/73   | Marianín            | Real Oviedo         | 19   |
| 1973/74   | Quini               | Sporting Gijón      | 20   |
| 1974/75   | Carlos Ruiz Herrero | Athletic Bilbao     | 19   |
| 1975/76   | Quini               | Sporting Gijón      | 21   |
| 1976/77   | Mario Kempes        | FC Valencia         | 24   |
| 1977/78   | Mario Kempes        | FC Valencia         | 28   |
| 1978/79   | Hans Krankl         | FC Barcelona        | 29   |
| 1979/80   | Quini               | Sporting Gijón      | 24   |
| 1980/81   | Quini               | FC Barcelona        | 20   |
| 1981/82   | Quini               | FC Barcelona        | 26   |
| 1982/83   | Poli Rincón         | Betis Sevilla       | 20   |
| 1983/84   | Jorge da Silva      | Real Valladolid     | 17   |
| 1983/84   | Juanito             | Real Madrid         | 17   |
| 1984/85   | Hugo Sánchez        | Atlético Madrid     | 19   |
| 1985/86   | Hugo Sánchez        | Real Madrid         | 22   |
| 1986/87   | Hugo Sánchez        | Real Madrid         | 34   |
| 1987/88   | Hugo Sánchez        | Real Madrid         | 29   |
| 1988/89   | Baltazar            | Atlético Madrid     | 35   |
| 1989/90   | Hugo Sánchez        | Real Madrid         | 38   |
| 1990/91   | Emilio Butragueño   | Real Madrid         | 19   |
| 1991/92   | Manolo              | Atlético Madrid     | 27   |
| 1992/93   | Bebeto              | Deportivo La Coruña | 29   |
| 1993/94   | Romário             | FC Barcelona        | 30   |
| 1994/95   | Iván Zamorano       | Real Madrid         | 28   |
| 1995/96   | Juan Antonio Pizzi  | CD Teneriffa        | 31   |
| 1996/97   | Ronaldo             | FC Barcelona        | 34   |
| 1997/98   | Christian Vieri     | Atlético Madrid     | 24   |
| 1998/99   | Raúl                | Real Madrid         | 25   |
| 1999/2000 | Salva Ballesta      | Racing Santander    | 27   |
| 2000/01   | Raúl                | Real Madrid         | 24   |
| 2001/02   | Diego Tristán       | Deportivo La Coruña | 21   |
| 2002/03   | Roy Makaay          | Deportivo La Coruña | 29   |
| 2003/04   | Ronaldo             | Real Madrid         | 24   |
| 2004/05   | Diego Forlán        | FC Villarreal       | 25   |
| 2005/06   | Samuel Eto’o        | FC Barcelona        | 26   |
| 2006/07   | Ruud van Nistelrooy | Real Madrid         | 25   |
| 2007/08   | Daniel Güiza        | RCD Mallorca        | 27   |
| 2008/09   | Diego Forlán        | Atlético Madrid     | 32   |
| 2009/10   | Lionel Messi        | FC Barcelona        | 34   |
| 2010/11   | Cristiano Ronaldo   | Real Madrid         | 41   |
| 2011/12   | Lionel Messi        | FC Barcelona        | 50   |
| 2012/13   | Lionel Messi        | FC Barcelona        | 45   |
| 2013/14   | Cristiano Ronaldo   | Real Madrid         | 31   |
| 2014/15   | Cristiano Ronaldo   | Real Madrid         | 48   |
| 2015/16   | Luis Suárez         | FC Barcelona        | 40   |
| 2016/17   | Lionel Messi        | FC Barcelona        | 37   |
| 2017/18   | Lionel Messi        | FC Barcelona        | 34   |
| 2018/19   | Lionel Messi        | FC Barcelona        | 36   |
| 2019/20   | Lionel Messi        | FC Barcelona        | 25   |
| 2020/21   | Lionel Messi        | FC Barcelona        | 30   |
| 2021/22   | Karim Benzema       | Real Madrid         | 27   |
| 2022/23   | Robert Lewandowski  | FC Barcelona        | 23   |
| 2023/24   | Artem Dowbyk        | FC Girona           | 24   |

## Spieler/Verein mit den meisten Titeln
| Titel | Spieler             |
| ----- | ------------------- |
| 8     | Lionel Messi        |
| 6     | Zarra               |
| 5     | Alfredo Di Stéfano  |
| 5     | Quini               |
| 5     | Hugo Sánchez        |
| 4     | Ferenc Puskás       |
| 3     | Cristiano Ronaldo   |
| 3     | José Eulogio Gárate |
| 3     | Isidro Lángara      |
| 2     | Amancio Amaro       |
| 2     | Diego Forlán        |
| 2     | Guillermo Gorostiza |
| 2     | Mario Kempes        |
| 2     | Mundo               |
| 2     | Pahiño              |
| 2     | Raúl                |
| 2     | Ronaldo             |

| Titel | Verein              |
| ----- | ------------------- |
| 28    | Real Madrid         |
| 20    | FC Barcelona        |
| 12    | Athletic Bilbao     |
| 9     | Atlético Madrid     |
| 6     | FC Valencia         |
| 4     | Real Oviedo         |
| 3     | Deportivo La Coruña |
| 3     | Sporting Gijón      |
| 2     | Real Valladolid     |
| 1     | Atlético Aviación   |
| 1     | Betis Sevilla       |
| 1     | CD Teneriffa        |
| 1     | Celta Vigo          |
| 1     | FC Elche            |
| 1     | FC Girona           |
| 1     | FC Granada          |
| 1     | FC Sevilla          |
| 1     | FC Villarreal       |
| 1     | Racing Santander    |
| 1     | RCD Mallorca        |
| 1     | Real Saragossa      |
| 1     | Real Sociedad       |

Fett: aktive Spieler der spanischen Liga

## Liste der Torschützenköniginnen (Frauen)
| Saison  | Spieler                | Klub            | Tore |
| ------- | ---------------------- | --------------- | ---- |
| 2016/17 | Jennifer Hermoso       | FC Barcelona    | 35   |
| 2017/18 | Charlyn Corral         | UD Levante      | 24   |
| 2018/19 | Jennifer Hermoso       | Atlético Madrid | 24   |
| 2019/20 | Jennifer Hermoso       | FC Barcelona    | 23   |
| 2020/21 | Jennifer Hermoso       | FC Barcelona    | 31   |
| 2021/22 | Geyse Ferreira         | Madrid CFF      | 20   |
| 2021/22 | Asisat Oshoala         | FC Barcelona    | 20   |
| 2022/23 | Alba Redondo           | UD Levante      | 27   |
| 2023/24 | Caroline Graham Hansen | FC Barcelona    | 21   |